# Interspinales
Interspinales er korte muskulær fasciculi, placeret i par mellem torntappene på de sammenhængende vertebrae, en på hver side af det interspinale ligament.